# Tangara
A Tangara  a madarak osztályának verébalakúak (Passeriformes) rendjébe és a tangarafélék (Thraupidae) családjába tartozó nem.
A tangarafélék családját átfogó 2014-ben lezajlott molekuláris DNS analízises vizsgálatok kimutatták, hogy a Tangara nem polifiletikus, így több, apróbb nemre bontották szét. Ennek során  az Ixothraupis, a Chalcothraupis, a Poecilostreptus, a Thraupis és a Stilpnia nemekbe soroltak át fajokat.

## Rendszerezésük
A nemet Mathurin Jacques Brisson írta le 1760-ban, az alábbi fajok tartoznak ide:
- Tangara vassorii
- Tangara nigroviridis
- zöldtarkójú tangara (Tangara fucosa)
- csillámlóarcú tangara (Tangara dowii)
- kékszemöldökű tangara (Tangara cyanotis)
- Tangara labradorides
- Tangara rufigenis
- vörösszárnyú tangara (Tangara lavinia)
- világosfejű tangara (Tangara gyrola)
- aranyfülű tangara (Tangara chrysotis)
- Tangara xanthocephala
- Tangara parzudakii
- amazoni tangara (Tangara schrankii)
- Tangara johannae
- aranytangara (Tangara arthus)
- smaragdtangara (Tangara florida)
- citromtangara (Tangara icterocephala)
- szivárványos tangara (Tangara fastuosa)
- zöldfejű tangara (Tangara seledon)
- Tangara cyanocephala
- rézmellű tangara (Tangara desmaresti)
- Tangara cyanoventris
- Tangara inornata
- türkizkék tangara (Tangara mexicana)
- chilei tangara (Tangara chilensis)
- Tangara velia
- opálkoronás tangara (Tangara callophrys)

### Átsorolt fajok
Az Ixothraupis nembe átsorolva - 5 faj
- fűzöld tangara (Ixothraupis varia), korábban (Tangara varia)
- Ixothraupis rufigula, korábban Tangara rufigula
- pettyes tangara (Ixothraupis punctata, korábban Tangara punctata)
- Ixothraupis guttata, korábban Tangara guttata
- Ixothraupis xanthogastra, korábban Tangara xanthogastra

A Poecilostreptus nembe átsorolva - 2 faj
- azúrhasú tangara (Poecilostreptus cabanisi), korábban (Tangara cabanisi)
- Poecilostreptus palmeri, korábban Tangara palmeri

A Stilpnia nembe átsorolva - 14 faj
- feketefejű tangara (Stilpnia cyanoptera vagy Tangara cyanoptera)
- Stilpnia viridicollis vagy Tangara viridicollis
- Stilpnia phillipsi vagy Tangara phillipsi
- Stilpnia argyrofenges vagy Tangara argyrofenges
- feketesapkás tangara (Stilpnia heinei vagy Tangara heinei)
- aranycsuklyás tangara (Stilpnia larvata vagy Tangara larvata)
- kékfejű tangara (Stilpnia cyanicollis vagy Tangara cyanicollis)
- Stilpnia nigrocincta vagy Tangara nigrocincta
- Stilpnia peruviana vagy Tangara peruviana
- Stilpnia preciosa vagy Tangara preciosa
- Stilpnia meyerdeschauenseei vagy Tangara meyerdeschauenseei
- Stilpnia vitriolina vagy Tangara vitriolina
- fényes tangara (Stilpnia cayana vagy Tangara cayana)
- Stilpnia cucullata vagy Tangara cucullata